# Etrian Odyssey
Etrian Odyssey, lanzada en  Japón como Sekaiju no Meikyuu (世界樹の迷宮 Sekaiju no Meikyū?, literalmente "Laberinto de Yggdrasil"), es un  RPG por turnos  y explorador de calabozos  desarrollado por Atlus para Nintendo DS.

## Juego
Comparado con títulos como  Wizardry and The Bard's Tale, Etrian Odyssey desafía a los jugadores con la exploración y el trazado de una gran mazmorra. Clásicamente, los jugadores se movían por la mazmorra de un solo "paso" cada vez, moviéndose y girando en incrementos fijos. El tiempo pasa solo cuando se produce una acción, provocando movimiento, encuentros aleatorios y combatir Juegos basados en turnos. El juego utiliza una vista de primera persona para presentar la mazmorra, con una combinación relativamente simple de Gráficos 3D por computadora para los entornos y 2D sprites para los enemigos.
Al igual que en la era anterior a la inclusión del trazado automático en el género,  Etrian Odyssey requiere que los jugadores mantengan su propio mapa. Sin embargo, en vez de guardarlo en una hoja aparte en papel milimetrado, los jugadores anotan directamente con el Dispositivo apuntador sobre un pequeño mapa mostrado en la Pantalla táctil de la DS. La exactitud del mapa es controlada enteramente por el usuario, de manera que es libre de hacer el trazado con exactitud o sin ningún orden. Sin embargo, ya que la habilidad para salir con éxito de la mazmorra (con el fin de guardar el juego y regresar a la ciudad) pasa por poseer un mapa exacto, realizar un buen trazado es altamente ventajoso y recomendable.  
Mientras que en varias consolas, muchos juegos de rol piden al jugador que tomen un personaje preexistente y lo atribuyan de sus propias características y personalidades, "Etrian Odyssey" requiere que el jugador cree su propio personaje a partir de una serie de personajes diferentes (clases). Cada tipo de personaje tiene al menos una habilidad especial o aptitud. Mientras que solo cinco personajes pueden estar en una partida al mismo tiempo, un número mucho mayor pueden ser creados y mantenidos en espera en el "Guild Hall". Los personajes se pueden introducir en la partida o sacar, una vez se está en la ciudad, de modo que si se necesita una habilidad especial para un obstáculo específico, la partida se puede adaptar apropiadamente. El jugador personaliza el carácter mediante la asignación de puntuación a las distintas habilidades en el progreso del juego.

## Secuelas
A finales de 2007, Atlus anunció una secuela de Etrian Odyssey Se informó que el juego contaría con 12 clases de trabajo y que Yuji Himukai, Makoto Nagasawa y Yuzo Koshiro retomarían sus roles, con Shigeo Komori  en el rol de director. Todas las clases originales tendrían continuidad, junto con tres más: Beast, Gunner, y War Magus. Las imágenes del juego distribuidas, mostraron que el sistema de mapeo había sido mejorado, con nuevos símbolos que se podían agregar al mapa para obtener mapas más detallados y exactos. 
La secuela fue lanzada el 21 de febrero de 2008 en Japón y el 17 de junio de 2008 en Norteamérica, bajo el título Etrian Odyssey II: Heroes of Lagaard.
A principios de diciembre de 2009, la tercera entrega de la saga, titulada "Sekaiju no MeiQ 3: Seikai no Raihōsha", fue anunciada en Japón. Este juego contaría con la exploración del océano, además de explorar mazmorras, ambos con el mismo sistema de mapeo. Además, las clases de los juegos previos fueron sustituidos por nuevas clases incluyendo Prince/Princess, Monk, Phalanx, Shinobi, and Pirate. El lanzamiento fue en Japón en abril de 2010. En Norteamérica vio la luz el 21 de septiembre de 2010 bajo el título de Etrian Odyssey III: The Drowned City. Ninguna de las dos secuelas vieron la luz en Europa.
Legends of the Titan es el primer título de Etrian Odyssey para Nintendo 3DS.  Fue lanzado en Japón el 12 de julio de 2012 y en Norteamérica el 26 de febrero de 2013. También se ha anunciado un lanzamiento para Europa durante la primavera de 2013.
Beyond the Myth fue lanzado para Nintendo 3DS el 4 de agosto de 2016 en Japón, mientras que en Norteamérica se lanzó el 17 de octubre de 2017. Esta nueva entrega se sitúa en Arcania, un inmenso continente en el que habitan cuatro razas: Therians, Celestrians, Earthlain y los Brouni.